# 에바 요라치
에바 요라치(Eva Llorach, 1970년 ~ )는 스페인의 배우이다. 영화 《끼엔 떼 깐따라》(Quién te cantará)를 통해 2019 고야상 신인여우상을 수상했다.